# Czakó Gábor (kémikus)
Czakó Gábor (Szentes, 1981. január 1. –) Junior Prima díjas elméleti kémikus, egyetemi docens, az MTA doktora.

## Életútja és munkássága
2004-ben szerezte vegyészdiplomáját az Eötvös Loránd Tudományegyetemen, majd ugyanitt 2007-ben doktorált elméleti kémiából. 2011 és 2015 között az ELTE Kémiai Intézetének tudományos munkatársa volt, 2015-től pedig a Szegedi Tudományegyetem Fizikai Kémiai és Anyagtudományi Tanszékének egyetemi adjunktusa.
A metán reakcióinak vizsgálatával és a Nobel-díjas John Polányi nevéhez fűződő reakciódinamikai alapszabályok módosításával ért el jelentős nemzetközi visszhangot kiváltó eredményeket, amelyeket többek között a Science és PNAS magazinok közöltek. A szerves kémia egyik legfontosabb alapreakciójának, az úgynevezett SN2-reakciónak egy eddig ismeretlen, új mechanizmusát fedezték fel kollégájával, Szabó Istvánnal. A folyamatot szuperszámítógépek segítségével modellezték, eredményeiket a Nature Communications közölte 2015 januárjában.

## Díjak
- 2018: Bolyai Plakett, Magyar Tudományos Akadémia
- 2012: Junior Prima Díj, Magyar Tudomány Kategória
- 2012: Fiatal kutatói Polányi Mihály-díj
- 1999: Szent-Györgyi Albert Emlékérem